# Telma Monteiro
Pour les articles homonymes, voir Monteiro (homonymie).
Telma Monteiro (née le 27 décembre 1985 à Lisbonne) est une judokate portugaise actuellement en activité évoluant dans la catégorie des moins de 57 kg (poids légers), ce après avoir commencé sa carrière en moins de 52 kg (poids mi-légers). Championne d'Europe en 2006, 2007, 2009, 2012, 2015 et 2021 elle est aussi quadruple vice-championne du monde (2007, 2009, 2010, 2014).

## Biographie
Le début de sa carrière est marqué par plusieurs performances significatives dans les championnats internationaux juniors (moins de 20 ans) et espoirs (moins de 23 ans). Ainsi, déjà médaillée de bronze en 2003, elle remporte l'année suivante le titre de championne d'Europe juniors à Sofia en Bulgarie. Quelques semaines plus tard, à l'échelon planétaire cette fois, elle enlève la médaille de bronze toujours au niveau des juniors. Elle s'illustre cependant déjà dans les compétitions élites puisqu'elle remporte en mai 2004 le titre continental des moins de 52 kg. Elle se qualifie par la même occasion pour les Jeux olympiques organisés à Athènes. Elle n'y prend cependant que la neuvième place. 
Elle monte par deux fois sur la troisième marche du podium en 2007, d'abord lors des Championnats d'Europe puis aux Championnats du monde disputés à Rio de Janeiro. L'année suivante, elle est prématurément éliminée du tournoi olympique de Pékin car battue par successivement par la Chinoise Xian Dongmei en quarts-de-finale puis par l'Espagnole Ana Carrascosa en repêchages.
En 2009, elle change de catégorie de poids en passant en moins de 52 kg mais obtient tout de suite des résultats probants. Ainsi, après avoir décroché son deuxième titre européen à Tbilissi, elle échoue pour la deuxième fois en finale des Championnats du monde. Se présentant avec le statut de numéro 1 mondiale, elle atteint la finale mais est battue par la Française Morgane Ribout.
Telma Monteiro est porte-drapeau de la délégation portugaise aux jeux olympiques de Londres 2012.
En Août 2016, elle sort son premier livre, Na Vida Com Garra, dans lequel elle retrace sa carrière.

## Palmarès

### Palmarès international
| Année | Compétition                         | Lieu           | Résultat | Catégorie      |
| ----- | ----------------------------------- | -------------- | -------- | -------------- |
| 2003  | Championnats d'Europe juniors       | Sarajevo       | 3e       | Moins de 52 kg |
| 2004  | Championnats d'Europe               | Bucarest       | 3e       | Moins de 52 kg |
| 2004  | Championnats d'Europe juniors       | Sofia          | 1re      | Moins de 52 kg |
| 2004  | Championnats du monde juniors       | Budapest       | 3e       | Moins de 52 kg |
| 2005  | Championnats d'Europe               | Rotterdam      | 3e       | Moins de 52 kg |
| 2005  | Championnats du monde               | Le Caire       | 3e       | Moins de 52 kg |
| 2005  | Championnats d'Europe espoirs       | Kiev           | 2e       | Moins de 52 kg |
| 2006  | Championnats d'Europe               | Tampere        | 1re      | Moins de 52 kg |
| 2006  | Championnats d'Europe espoirs       | Moscou         | 1re      | Moins de 52 kg |
| 2007  | Championnats d'Europe               | Belgrade       | 1re      | Moins de 52 kg |
| 2007  | Championnats du monde               | Rio de Janeiro | 2e       | Moins de 52 kg |
| 2009  | Championnats d'Europe               | Tbilissi       | 1re      | Moins de 57 kg |
| 2009  | Championnats du monde               | Rotterdam      | 2e       | Moins de 57 kg |
| 2010  | Championnats du monde               | Tokyo          | 2e       | Moins de 57 kg |
| 2010  | Championnats d'Europe               | Vienne         | 3e       | Moins de 57 kg |
| 2011  | Championnats d'Europe               | Istanbul       | 2e       | Moins de 57 kg |
| 2012  | Championnats d'Europe               | Tcheliabinsk   | 1re      | Moins de 57 kg |
| 2013  | Championnats d'Europe               | Budapest       | 3e       | Moins de 57 kg |
| 2013  | Championnats d'Europe Universitaire | Coimbra        | 1re      | Moins de 57 kg |
| 2014  | Championnats d'Europe               | Montpellier    | 3e       | Moins de 57 kg |
| 2014  | Championnats du monde               | Tcheliabinsk   | 2e       | Moins de 57 kg |
| 2015  | Championnats d'Europe               | Bakou          | 1re      | Moins de 57 kg |
| 2016  | Jeux olympiques                     | Rio de Janeiro | 3e       | Moins de 57 kg |
| 2018  | Championnats d'Europe               | Tel Aviv       | 3e       | Moins de 57 kg |
| 2019  | Jeux européens                      | Minsk          | 3e       | Moins de 57 kg |
| 2019  | Jeux européens                      | Minsk          | 2e       | Par équipes    |
| 2020  | Championnats d'Europe               | Prague         | 2e       | Moins de 57 kg |
| 2021  | Championnats d'Europe               | Lisbonne       | 1re      | Moins de 57 kg |

### Circuit IJF

#### Masters mondial
- Médaille d'or en 2011.
- Médaille d'argent en 2012.
- Médaille de bronze en 2013 et en 2019.

#### Grand Chelem
Tournoi de Paris
- Médaille d'or en 2012 et 2015.
- Médaille d'argent en 2007.
- Médaille de bronze en 2008 et 2011.

Tournoi d'Ekaterinbourg
- Médaille d'or en 2006 et 2018.
- Médaille en d'argent en 2007.
- Médaille de bronze en 2009 et 2010.

Tournoi de Rio de Janeiro
- Médaille d'or en 2009.
- Médaille d'argent en 2010.

Tournoi d'Abu Dhabi
- Médaille d'or en 2014.
- Médaille de bronze en 2013.

Tournoi de Tokyo
- Médaille d'argent en 2014.